# FC Cartagena
Fútbol Club Cartagena – hiszpański klub piłkarski z miasta Kartagena w Murcji. Został założony w 1995 roku, zaś domowe spotkania rozgrywa na mogącym pomieścić ponad 15 tysięcy kibiców stadionie Estadio Cartagonova.

## Historia
Fútbol Club Cartagena został założony w 1995 roku. Przez pierwsze osiem lat klub nazywał się Cartagonova Fútbol Club. W sezonie 1998/1999 Cartagena zadebiutowała w trzeciej lidze.
Przed sezonem 2002/2003 klub przejął lokalny przedsiębiorca Francisco Gómez Hernández.
W sezonie 2024/2025 Cartagena występuje w Segunda División.

### Nazwy klubu
- Cartagonova Fútbol Club – (1995–2003)
- Fútbol Club Cartagena – (2003–)

## Sezon po sezonie
| sezon     | liga                        | poziom ligowy | miejsce | uwagi                    |
| --------- | --------------------------- | ------------- | ------- | ------------------------ |
| 1995/1996 | Regional Preferente         | V             | 2.      | awans                    |
| 1996/1997 | Tercera División, gr. XIII  | IV            | 1.      | przegrane baraże o awans |
| 1997/1998 | Tercera División, gr. XIII  | IV            | 1.      | awans po barażach        |
| 1998/1999 | Segunda División B, gr. III | III           | 2.      | przegrane baraże o awans |
| 1999/2000 | Segunda División B, gr. III | III           | 8.      |                          |
| 2000/2001 | Segunda División B, gr. III | III           | 13.     |                          |
| 2001/2002 | Segunda División B, gr. IV  | III           | 12.     |                          |
| 2002/2003 | Segunda División B, gr. IV  | III           | 11.     |                          |
| 2003/2004 | Segunda División B, gr. III | III           | 15.     |                          |
| 2004/2005 | Segunda División B, gr. IV  | III           | 13.     |                          |
| 2005/2006 | Segunda División B, gr. IV  | III           | 1.      | przegrane baraże o awans |
| 2006/2007 | Segunda División B, gr. IV  | III           | 5.      |                          |
| 2007/2008 | Segunda División B, gr. IV  | III           | 8.      |                          |
| 2008/2009 | Segunda División B, gr. II  | III           | 1.      | awans po barażach        |
| 2009/2010 | Segunda División            | II            | 5.      |                          |
| 2010/2011 | Segunda División            | II            | 13.     |                          |
| 2011/2012 | Segunda División            | II            | 20.     | spadek                   |
| 2012/2013 | Segunda División B, gr. IV  | III           | 2.      | przegrane baraże o awans |
| 2013/2014 | Segunda División B, gr. IV  | III           | 3.      | przegrane baraże o awans |
| 2014/2015 | Segunda División B, gr. IV  | III           | 16.     | utrzymanie po barażach   |
| 2015/2016 | Segunda División B, gr. IV  | III           | 7.      |                          |
| 2016/2017 | Segunda División B, gr. IV  | III           | 4.      | przegrane baraże o awans |
| 2017/2018 | Segunda División B, gr. IV  | III           | 1.      | przegrane baraże o awans |
| 2018/2019 | Segunda División B, gr. IV  | III           | 2.      | przegrane baraże o awans |
| 2019/2020 | Segunda División B, gr. IV  | III           | 1.      | awans po barażach        |
| 2020/2021 | Segunda División            | II            | 16.     |                          |
| 2021/2022 | Segunda División            | II            | 9.      |                          |
| 2022/2023 | Segunda División            | II            | 9.      |                          |
| 2023/2024 | Segunda División            | II            | 14.     |                          |
| 2024/2025 | Segunda División            | II            |         |                          |